# Barrio República
El Barrio República, ubicado en la zona poniente de la comuna de Santiago, es uno de los barrios tradicionales de mayor riqueza arquitectónica e histórica en la capital, declarado Zona Típica de Chile por el Consejo de Monumentos Nacionales mediante Decreto Supremo n.º 780 del 10 de noviembre de 1992. Sus tres ejes principales son Autopista Central, Ejército y República, colindando al poniente con el barrio Dieciocho.
Además de ser un polo turístico y epicentro de actividades artísticas, en el presente se le conoce, junto al barrio Dieciocho, como barrio Universitario de Santiago debido a la instalación de universidades y otras instituciones de educación superior.[cita requerida]

## Historia
Hasta después de la primera mitad del siglo XIX gran parte del terreno era una quinta que pertenecía a Henry Meiggs, un empresario ferroviario estadounidense. En 1831, el estado adquiere los terrenos para la construcción del Campo de Marte.
El escritor Roberto Merino, que ha escrito un libro titulado precisamente Barrio República, sostiene que sus fronteras son difusas, "solo estimativas" y que "atienden más bien a modos de vida". Este sector quedaría limitado, según el famoso cronista, por la Alameda al norte, San Ignacio al oriente, Manuel Blanco Encalada (Camino de Cintura) al sur y avenida España (Calle Capital) al poniente, "incluyendo la blanca y onírica ciudadela conocida como Virginia Opazo".

### Consolidación (1863-1930)
República y Dieciocho, fueron bautizadas para saludar la obtención de la Independencia que se acostumbra celebrar el 18 de septiembre, día en que en 1810 se reunió la Primera Junta Nacional de Gobierno de Chile. Hasta allí llegaron las familias acaudaladas buscando nuevos lugares para vivir tras una primera residencia en casonas del centro de Santiago. Construyeron sus mansiones y demostraron así su poder al resto de la ciudad.
Tras el loteo de la quinta del empresario Enrique Meiggs (1811-1877), que permite la apertura de las calles República y España entre la Alameda y el Camino de Cintura, agregado a la cercanía a la Escuela Militar, el Campo de Marte y el Club Hípico, hizo de este sector el preferido de los arístócratas chilenos para levantar sus palacios; encargaban a los arquitectos mansiones en las cuales pudiesen instalarse su familia y su servidumbre, por lo general construidos en estilo neoclásico. 

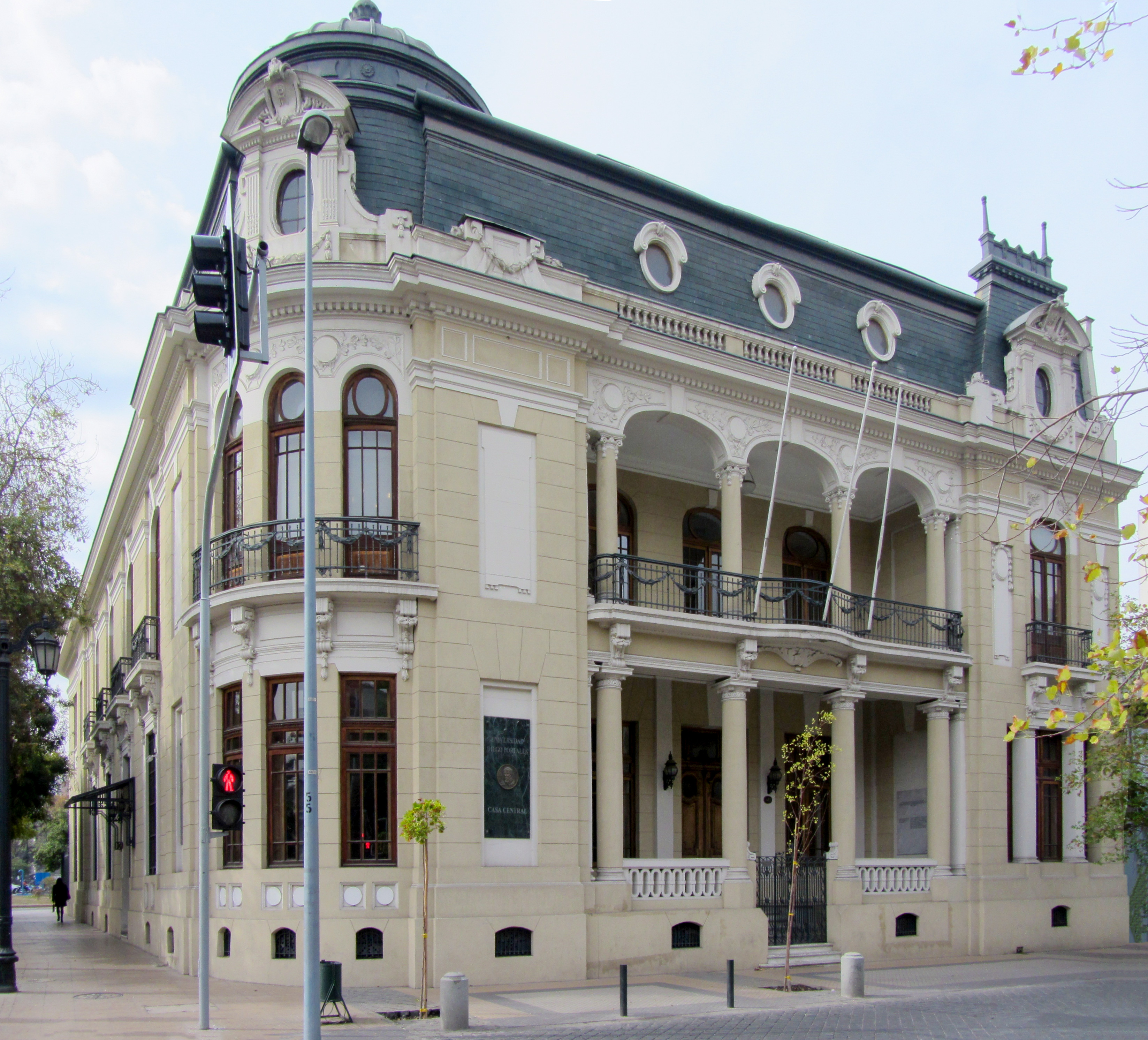
Palacio Piwonka, hoy Casa Central de la UDP.

Destacadas familias como los Heiremans construyeron aquí sus residencias, que, en conjunto con las ideas modernizadoras del intendente Benjamín Vicuña Mackenna, permitieron consolidar un barrio con alumbrado eléctrico y pavimento de adoquín de piedra. Posteriormente República será la primera calle en asfaltarse con material traído desde Inglaterra.
En 1930, se detiene la construcción de casonas y palacios, mientras los habitantes ricos emigran paulatinamente hacia el barrio alto. Pese a esto el sector no perdió su impulso innovador y se generaron construcciones como el sector Pasaje República - General García, ejemplo de art decó o el Conjunto Virginia Opazo, de 1944.
Roberto Merino explica este periodo así: "Empezó más o menos hacia 1865. República era una urbanización muy moderna y afrancesada. Fue uno de los primeros barrios en contar con luz eléctrica. Pero entonces no era nada de homogéneo. Podían convivir casas señoriales con edificaciones más modestas, gente de sociedad y gente común. Como en un barrio de verdad". Esos buenos tiempos se fueron diluyendo al comenzar el siglo XX. La llamada huelga de la carne de 1906 levantó una revuelta popular reclamando por los altos precios de ese producto, y puso en alerta a esas familias favorecidas socialmente. "Creo que la amenaza del alzamiento fue importante para la fuga del barrio República. Entre los años 30 y 50 muchos buscaron en los nuevos loteos de Providencia y de El Golf una vida del tipo ciudad jardín", señala.

### Primera renovación urbana
La falta de soluciones habitacionales que presentaba la capital, unido a la constante en que se convierte la migración de población desde el campo a la ciudad, generan que el Estado a través de la Corporación de la Vivienda (CORVI), diseñen planes como el de renovación del casco antiguo de Santiago, a partir del cual nacen proyectos como la Remodelación República de 1968.
En 1975, tras casi veinte años de expropiaciones, finaliza la apertura del eje Norte-Sur, que termina por dividir el sector de la calle Dieciocho en el oriente, del sector de República en el poniente.

### Segunda renovación urbana

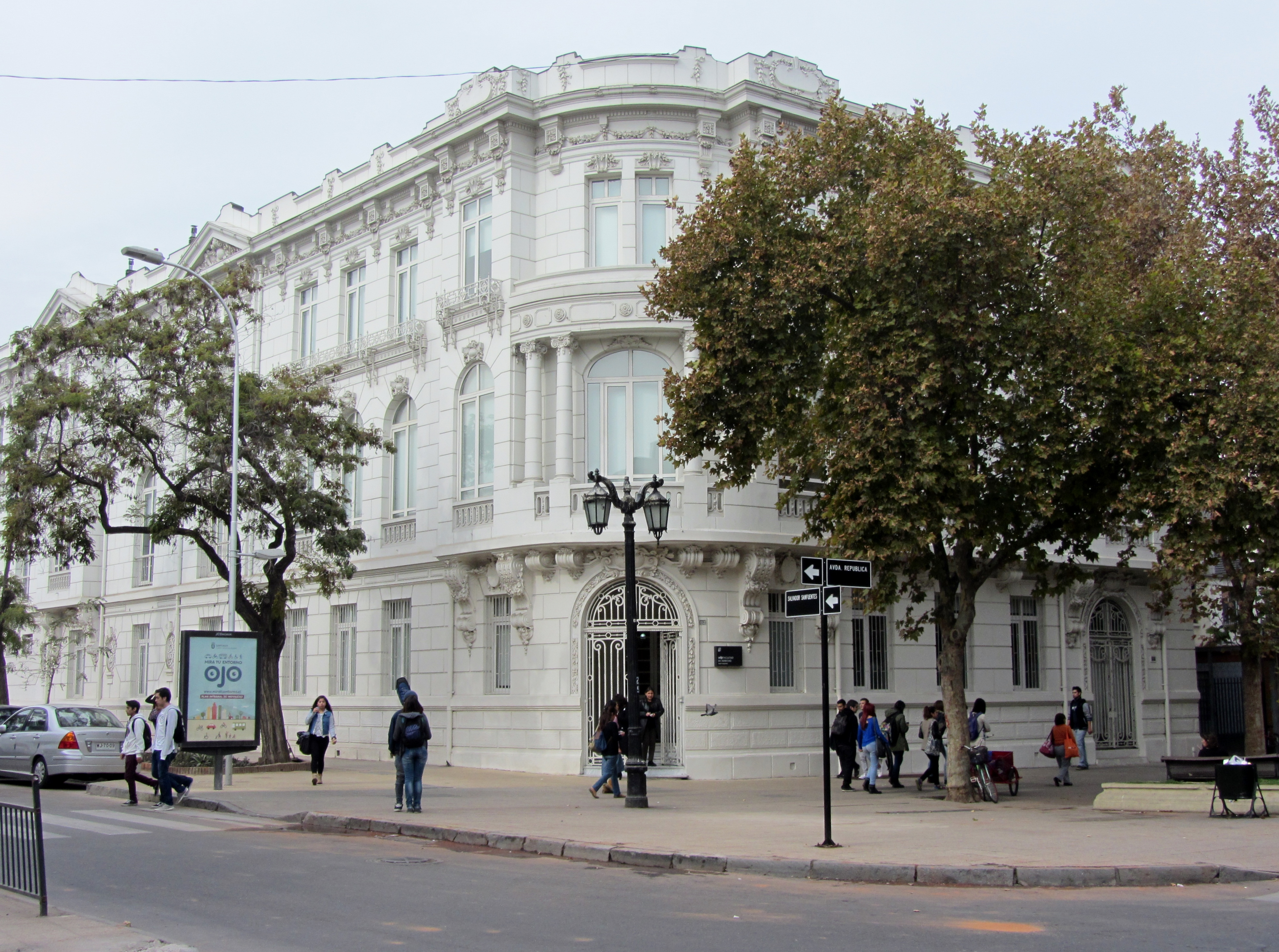
Casa Lucía Subercaseaux

El barrio República formaba parte de un sector en el cual se había concentrado un comercio especializado en repuestos automotrices. Sin embargo, en la década de 1990, se genera una renovación de muchos edificios de la zona, que comienzan a ser utilizados por instituciones de educación superior como universidades privadas, institutos profesionales y centros de formación técnica, a partir de lo cual nace un nuevo plan inmobiliario para revitalizar el sector para conformar el Barrio Universitario de Santiago.
Así, por ejemplo, la Universidad Diego Portales (UDP) ha recuperado varias mansiones, como las que se encuentran en las calles Grajales 1898 y República 112, las que "deslumbran por sus impecables fachadas neoclásicas blancas. Ambas de tres pisos, con lucarnas y ornamentados frontis, remiten al lujo y sofisticación de otros tiempos. Emplazadas en terrenos loteados de la quinta de Enrique Meiggs en 1872, eran las residencias más elegantes de la época y en las que habitaban las familias que hicieron fortuna con la explotación minera. En ellas, las élites expresaron toda la ostentación posible".
Antes de pasar a la UDP, la casona de Grajales, edificada en 1913, era sede de la Universidad Bolivariana; hoy alberga 28 oficinas del decanato y posgrado de la Facultad de Psicología de la Diego Portales. Después de las reparaciones hechas por esta, el inmueble, de 895 metros cuadrados, recuperó parte de sus materiales originales; se restauró el 50 por ciento del parqué y el resto fue comprado en demoliciones; la escalera que recorre los tres pisos y la cúpula que caracteriza a la casona fueron recuperadas también, particularmente la altura y forma curva de esta última.
Un proceso similar vivió la casona de la esquina suroriente de República con Salvador Sanfuentes, construida en 1918 por Lucía Subercaseaux, viuda del millonario político Claudio Vicuña; de 1.966 metros cuadrados, diseñada por Alberto Cruz Montt —el mismo autor del Club de la Unión, el Palacio Ariztía y el Banco Central— también está edificada bajo la técnica de quincha. Como en la mansión de Grajales —ambas están protegidas por el Plano Regulador de Santiago como Inmuebles de Conservación Histórica—, "se retiraron tabiquerías, cielos falsos, cerámicas y cables. Se escarbó en los muros y se encontraron tonos claros, que explican el blanco usado en las fachadas. A su vez, se mantuvieron las lámparas originales de los hall centrales y las chimeneas del primer y segundo piso". Esta casona de 41 ventanas fue en algún momento sede del Arzobispado, de Cáritas Chile, de una oficina comercial y luego del Instituto Profesional Valle Central. En otro sector del barrio, en Ejército con Gorbea, frente a la iglesia de San Lázaro, la UDP tiene otra residencia histórica que data de la Belle Époque, el Palacio Piwonka, construido en 1918; para la ejecución del proyecto Ricardo Piwonka Richter contrató a los arquitectos Alberto Sieguel Gerken y Manuel Cifuentes Gómez. En este palacio está hoy la sede central de la UDP.

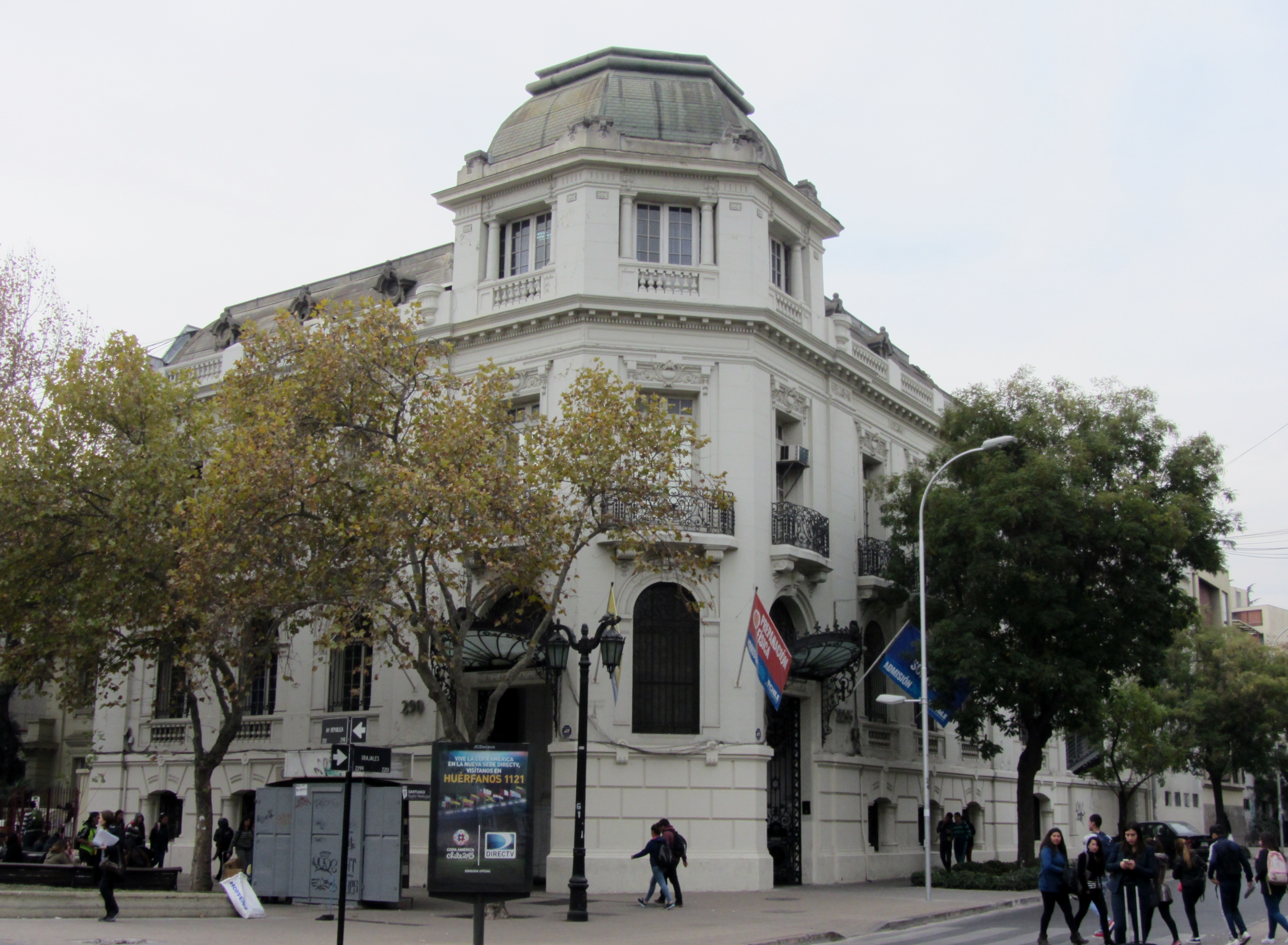
Palacio Herquíñigo

Otras instituciones de educación superior también poseen edificaciones que pertenecen al patrimonio histórico de Santiago. Así, el Palacio Herquíñigo, ubicado en la esquina nororiente de avenida República con la calle Grajales, pertenece actualmente al Instituto Profesional de Chile. El agricultor, diplomático y entonces diputado Alejandro Herquíñigo Gómez (1879-1948) encargó en 1919 el diseño de esta mansión al arquitecto Ricardo Larraín Bravo. Después, por un largo período, la ocupó la embajada de México y la Droguería Michelson. Como otras grandes casas de principios del siglo XX en este sector, está construida sobre la vereda, con acceso por el vértice, y diseñada como un solo volumen de dos plantas altas con techo amansardado sobre un piso zócalo. En la esquina, se destaca un torreón con un cuarto nivel que tiene una cúpula por cubierta, disposición característica de las residencias neoclásicas del barrio República.
Adicionalmente al desarrollo de Universidades y Museos, en el mismo período se han construido más de una centena de edificios residenciales de entre 8 y 9 pisos, límite máximo permitido por la regulación comunal, lo que inclina la población estable del barrio por sobre los 25.000 habitantes.

## Habitantes
En avenida República familias de renombre, como los Pinto, los Caroca, los Torres, los Bravo, los Errázuriz, los Irarrazával, los Moscoso, los Cousiño y otros, construyeron hermosos palacios dotados de los mejores adelantos y lujos. En el antiguo Palacio Heiremans, ubicado en el n.° 475, funciona desde 2004 el Museo de la Solidaridad Salvador Allende.[cita requerida]
La avenida República fue la primera calzada asfaltada en Santiago, con una carpeta de origen inglés. A principios del siglo XIX tanto Dieciocho como la Alameda tenían construcciones hasta la calle San Ignacio (llamada callejón Ugarte), pero a mediados del mismo siglo se fue formando un barrio residencial en las calles que servían de acceso al Parque Cousiño.[cita requerida]

## Instituciones

### Educación superior
- Instituto Profesional de Chile
- Universidad Alberto Hurtado
- Universidad Andrés Bello
- Universidad Central de Chile
- Universidad de las Américas
- Universidad de los Lagos
- Universidad Diego Portales
- Universidad Pedro de Valdivia
- Universidad Santo Tomás
- Universidad Mayor

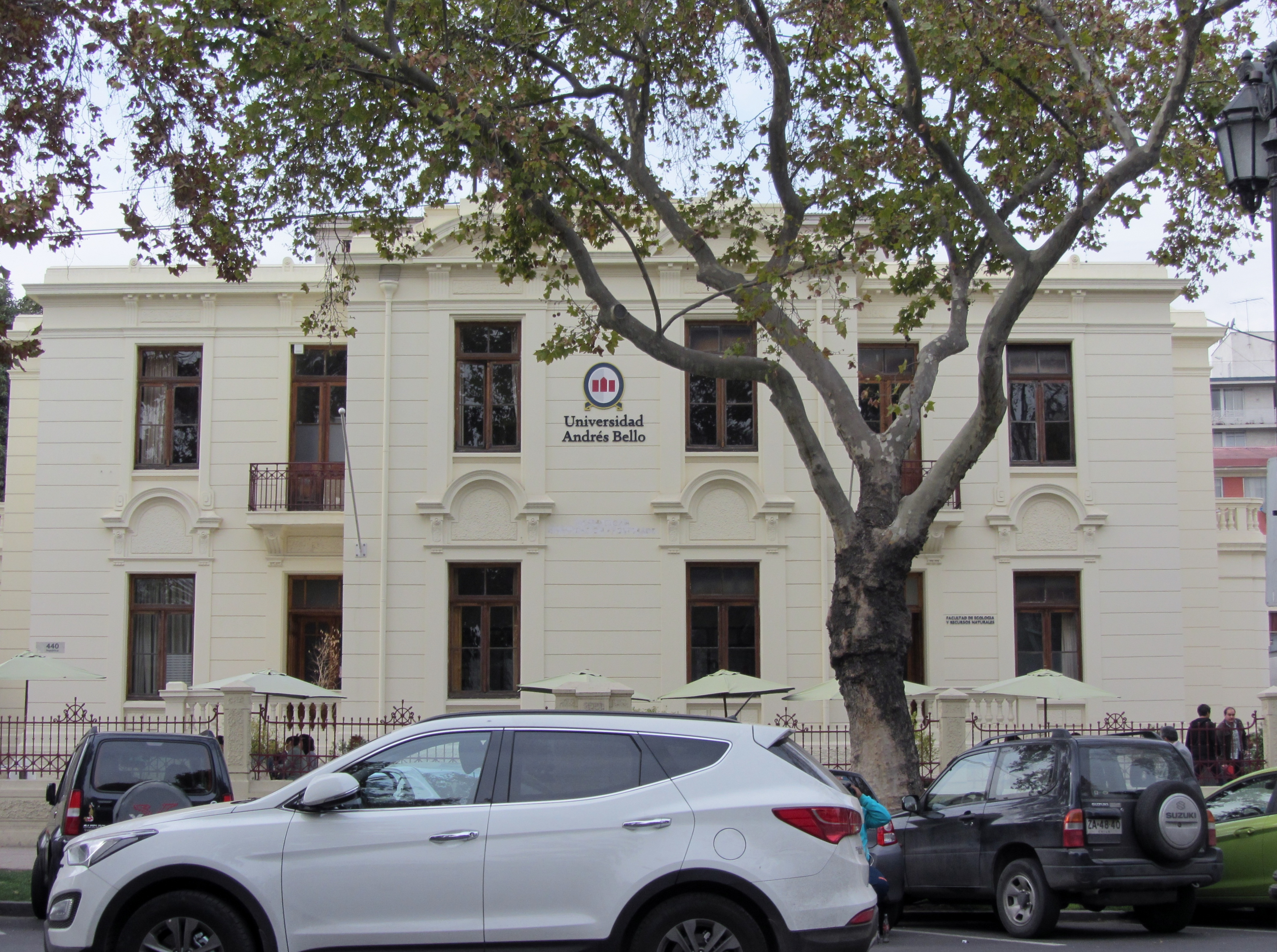
Universidad Andrés Bello

- Universidad Tecnológica de Chile INACAP

### Organizaciones
- Museo de la Solidaridad Salvador Allende
- El Gran Circo Teatro
- Asociación de Guías y Scouts de Chile

## Galería

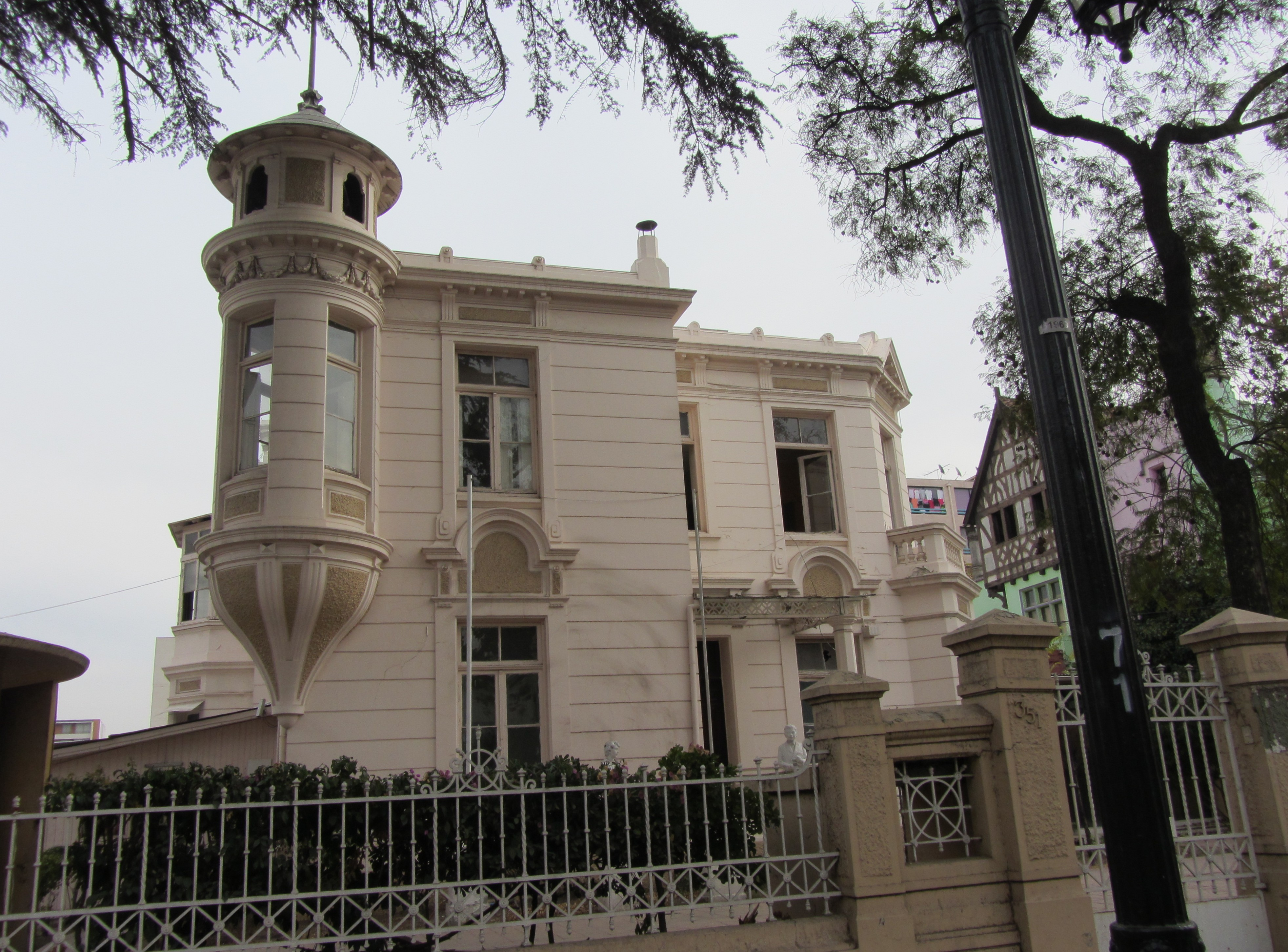
República 351
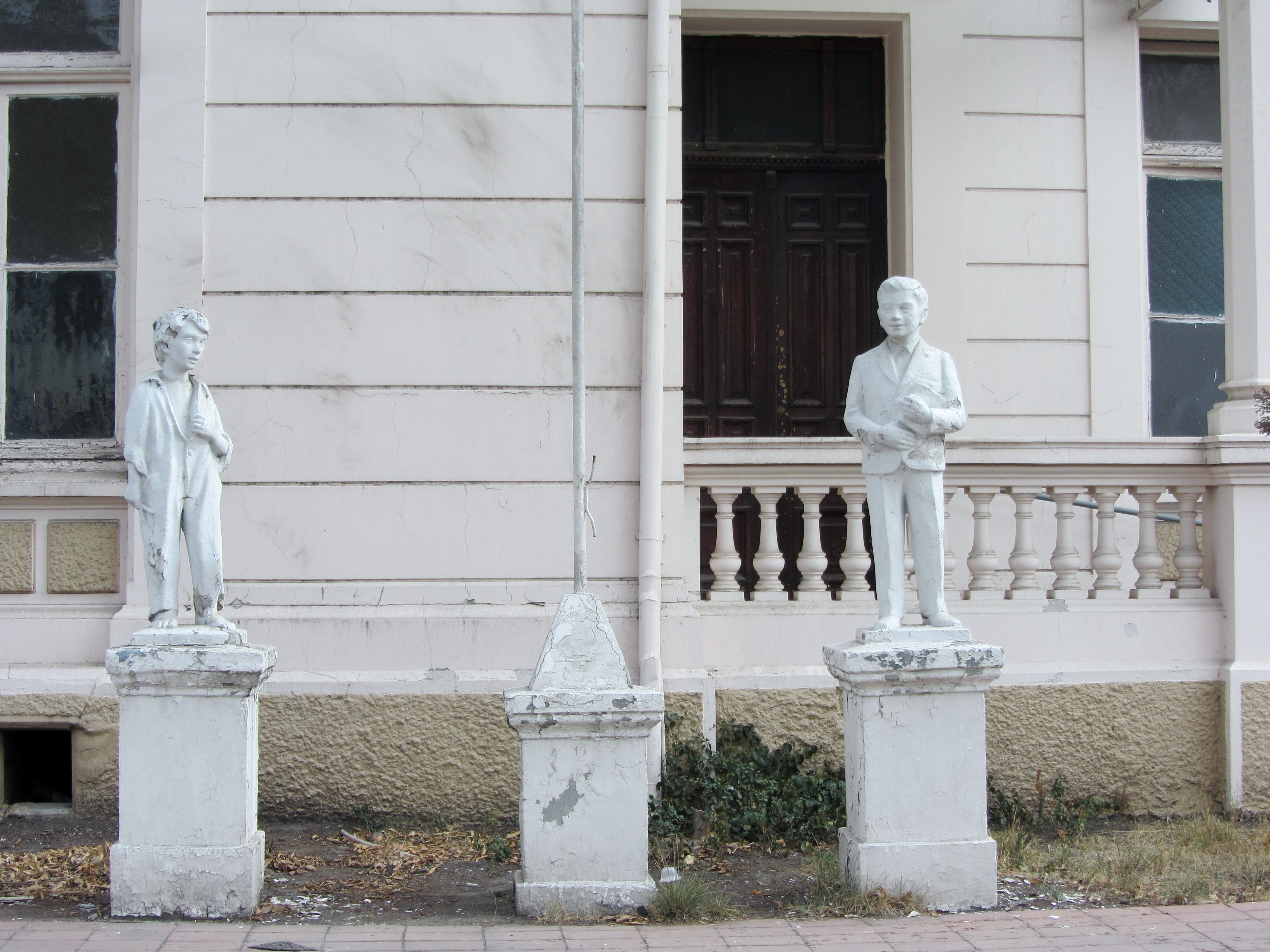
República 351, patio delantero
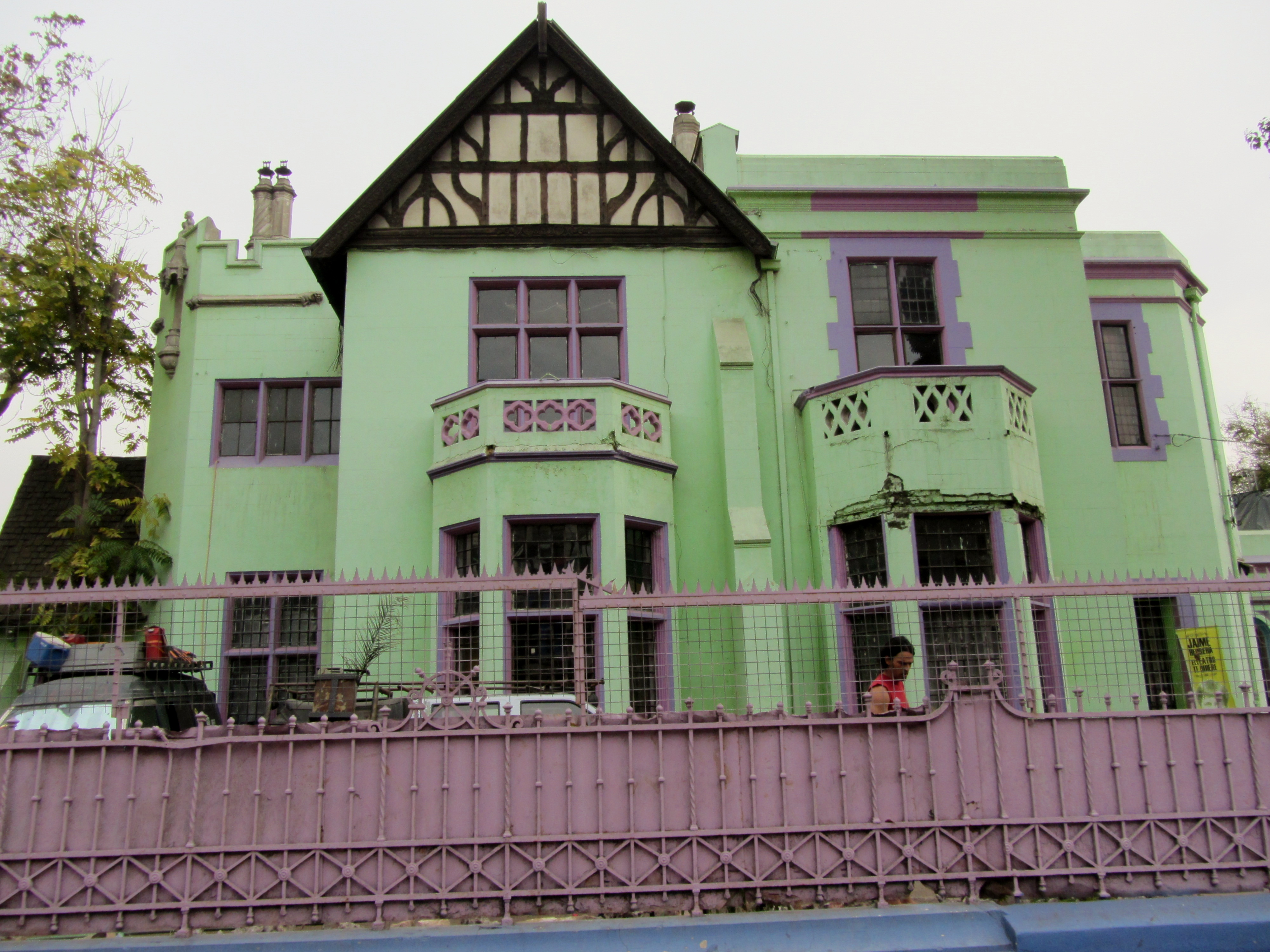
República 301, arq. Eduardo Costabal, años 1930
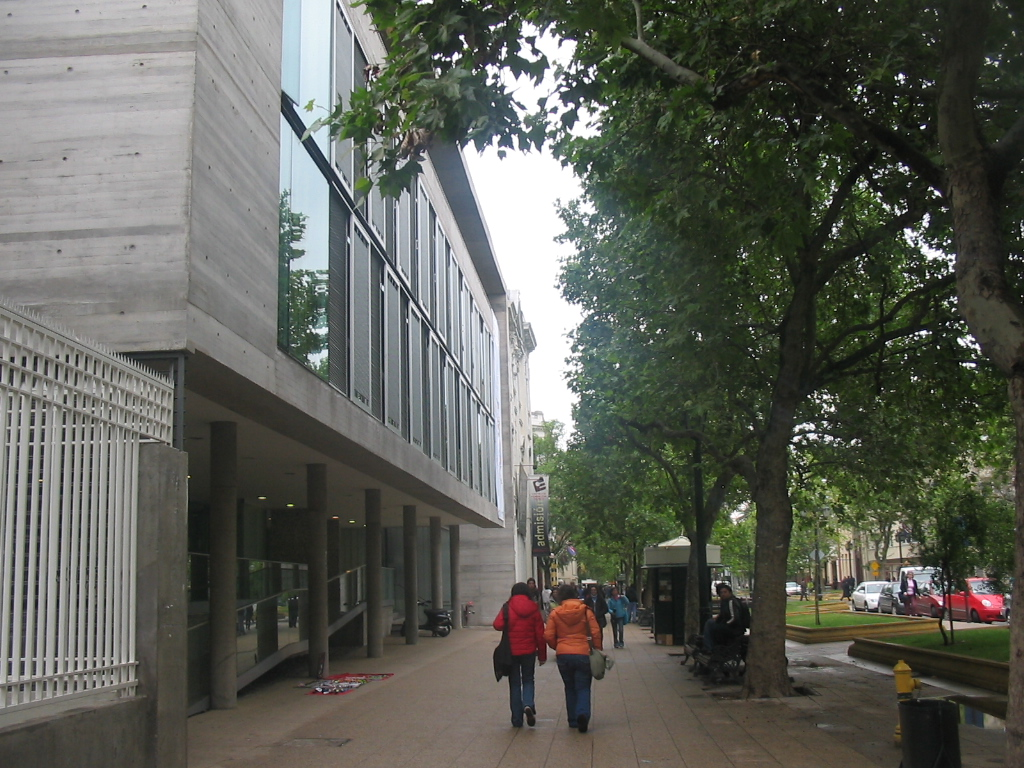
Remodelación de República con ampliación peatonal
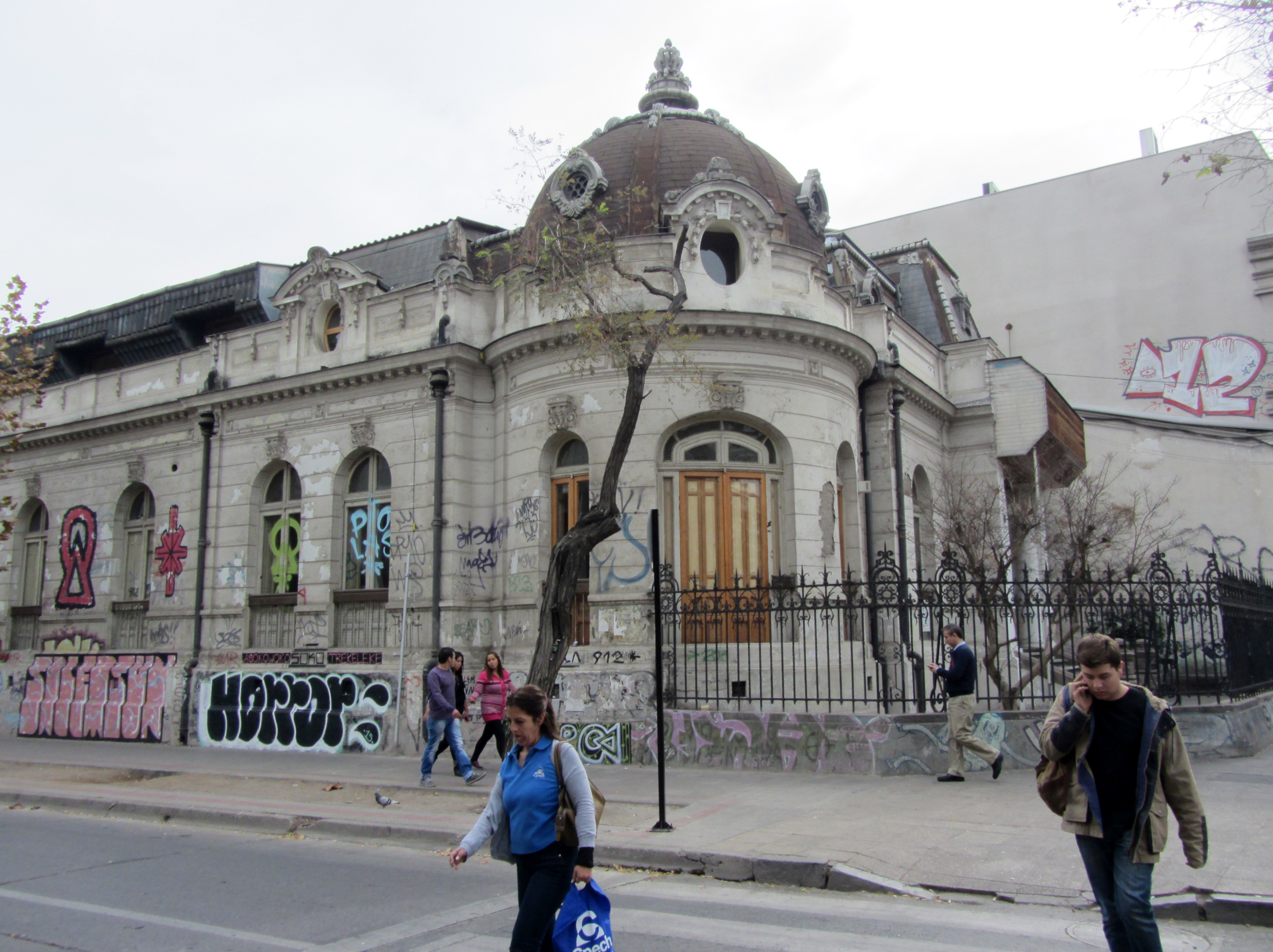
República 97 esq Salvador Sanfuentes
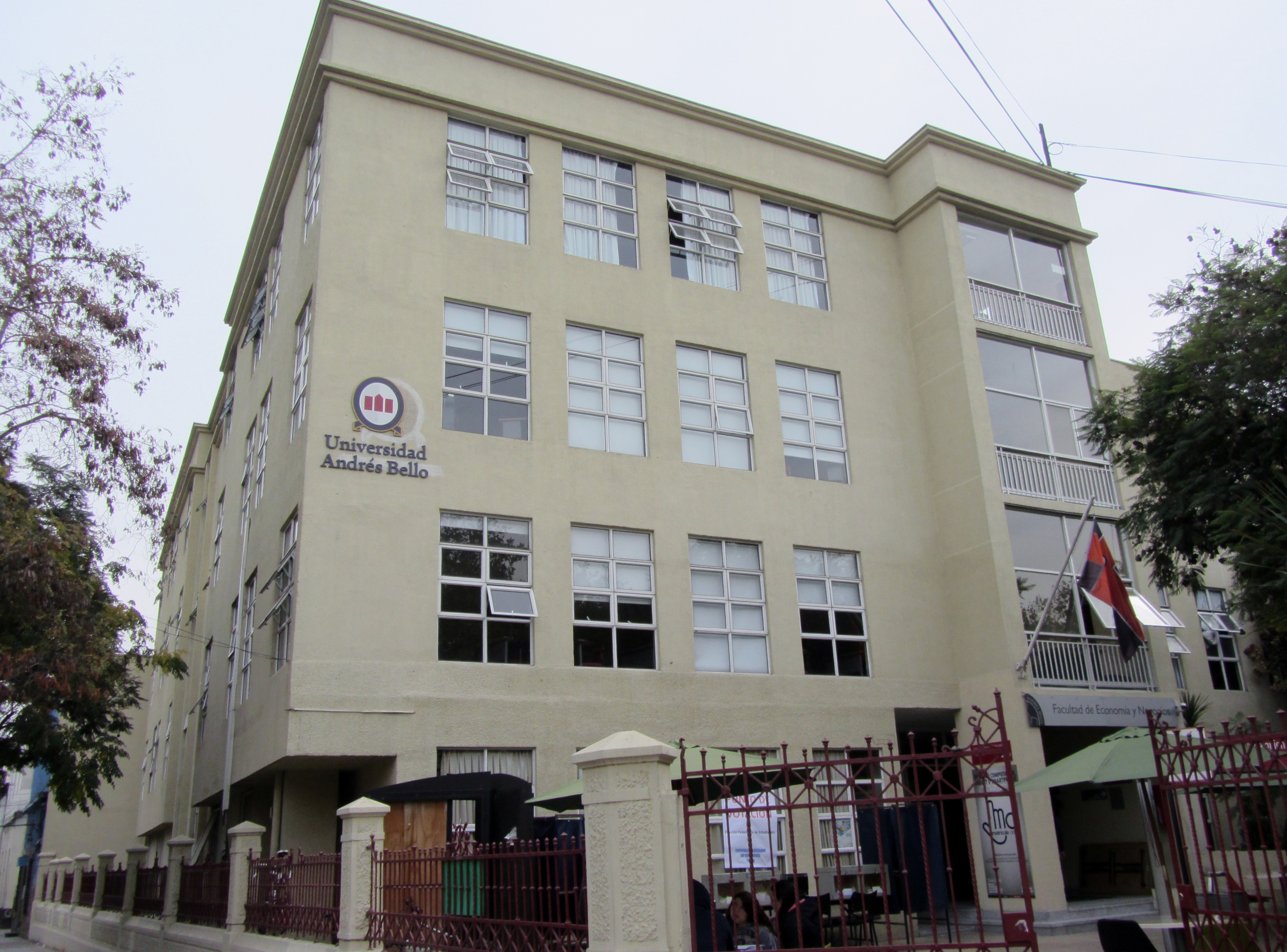
Universidad Andrés Bello
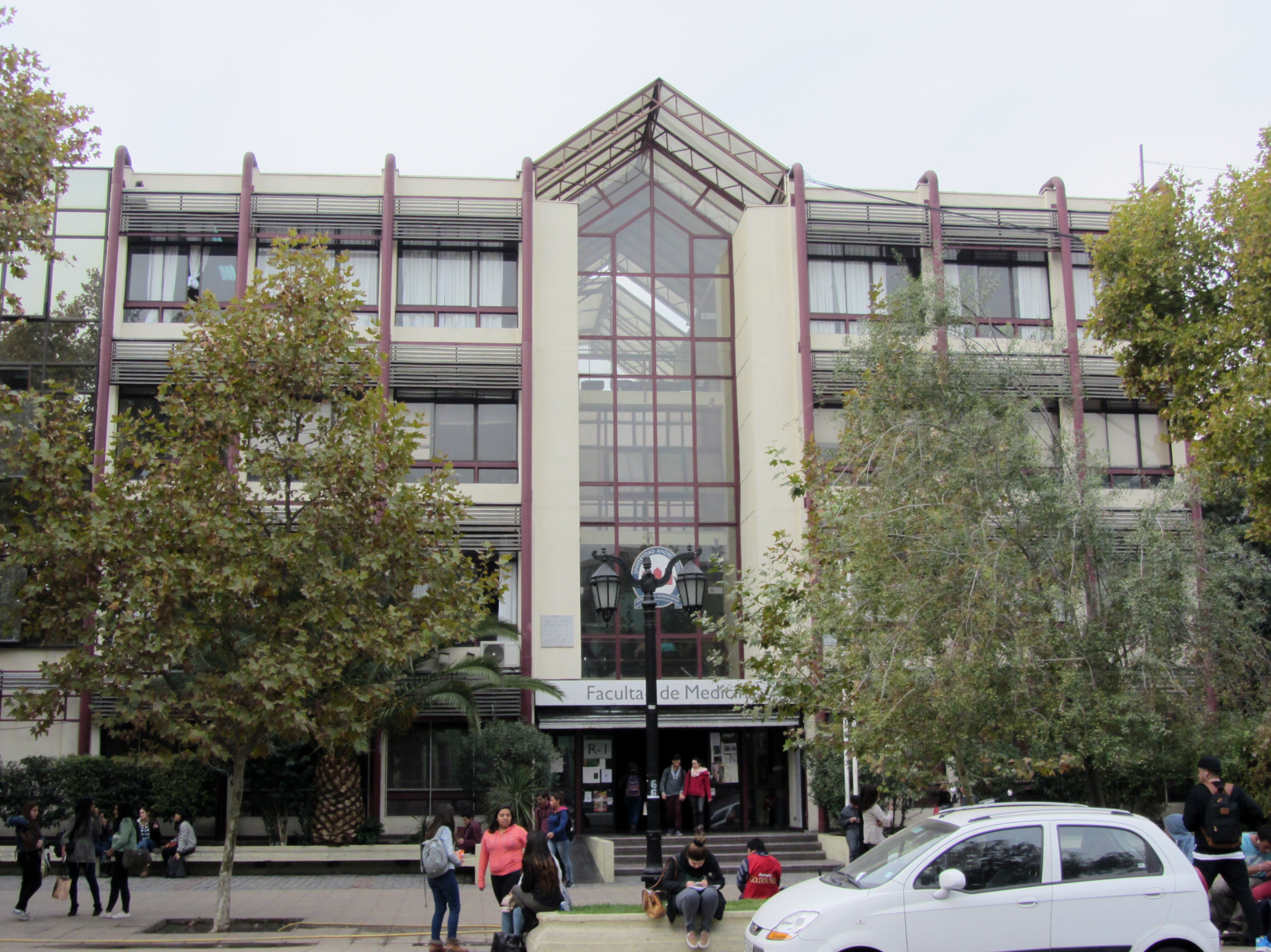
Facultad de Medicina, UAB
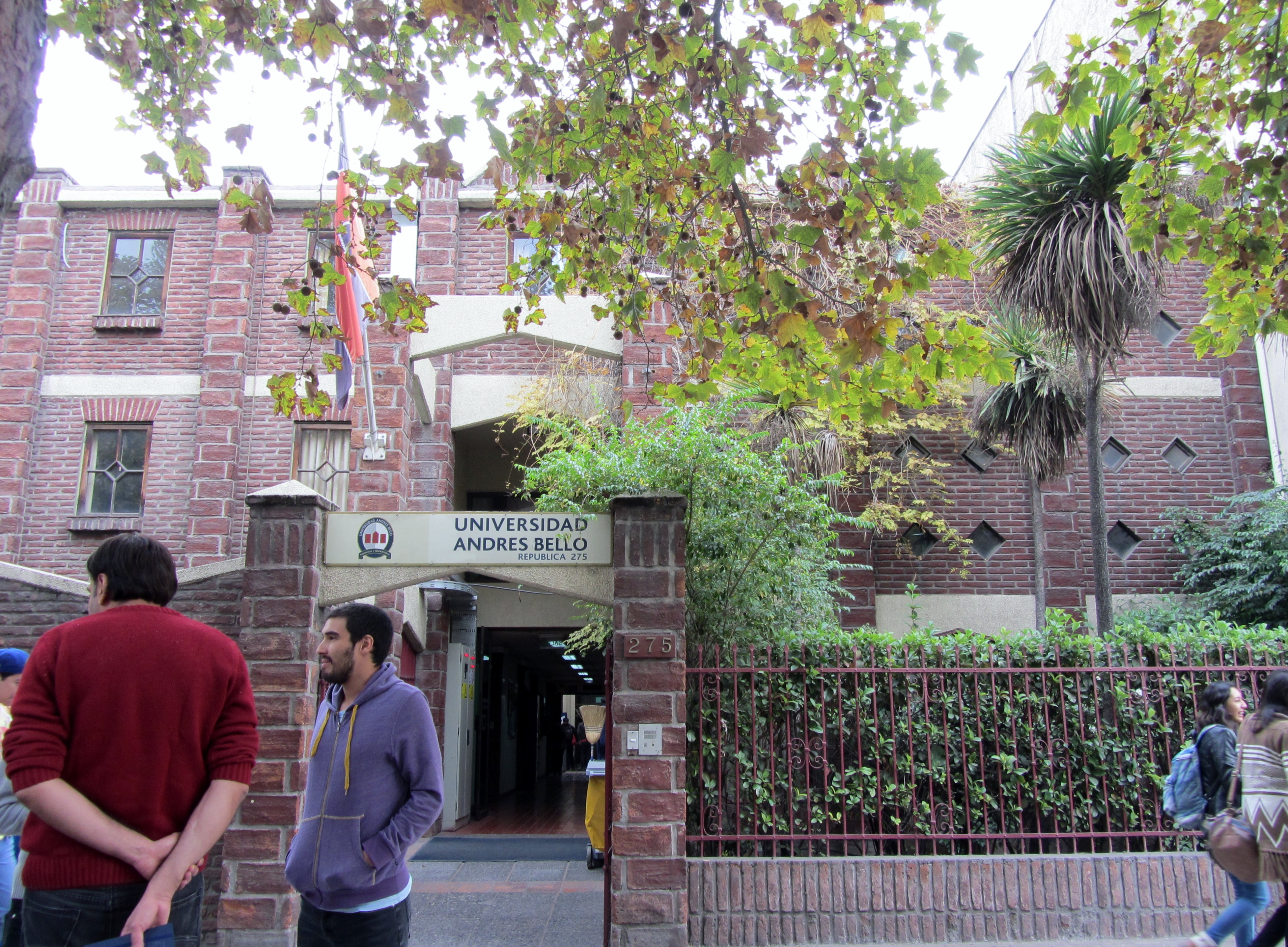
República 275, UAB
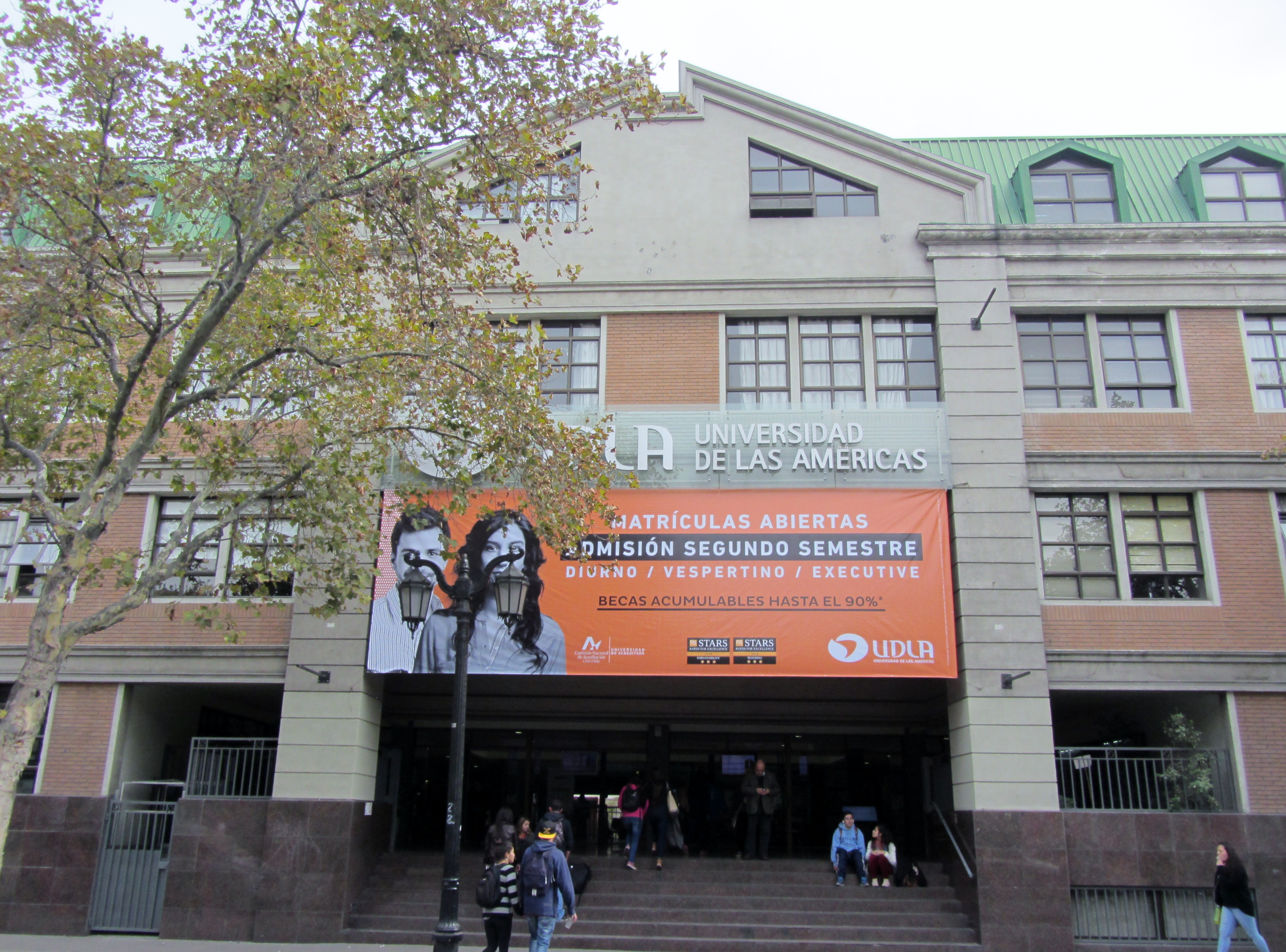
Universidad de las Américas
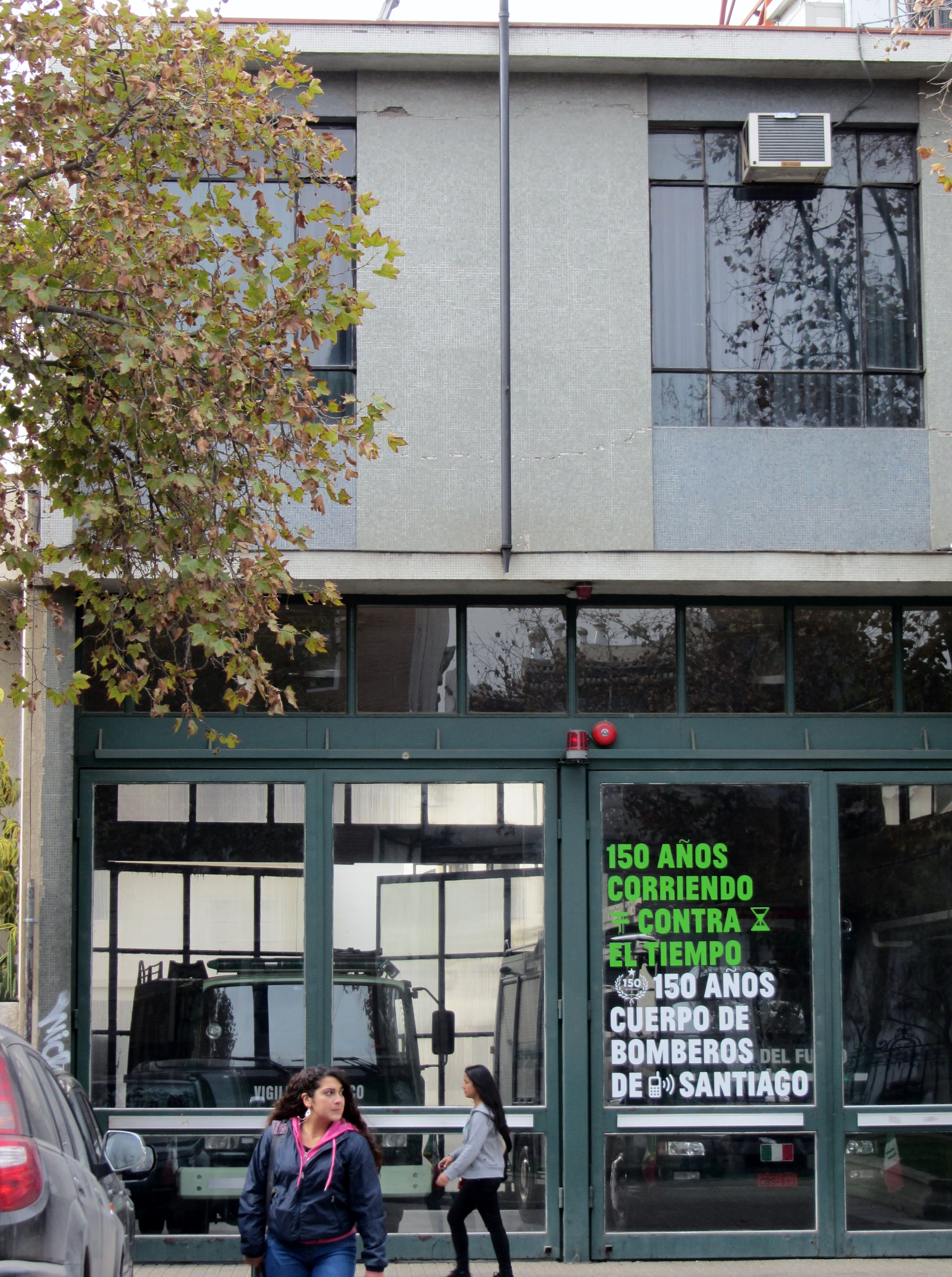
Bomberos de Santiago

## Ubicación en Santiago
| Noroeste: Barrio Yungay      | Norte: Barrio Yungay         | Nordeste: Barrio Brasil          |
| Oeste: Barrio Exposición     |                              | Este: Barrio Ejército Libertador |
| Suroeste: Barrio San Alfonso | Sur: Club Hípico de Santiago | Sureste: Parque O'Higgins        |

- Datos: Q5720818
- Multimedia: Barrio República / Q5720818